# Anneessenstoren

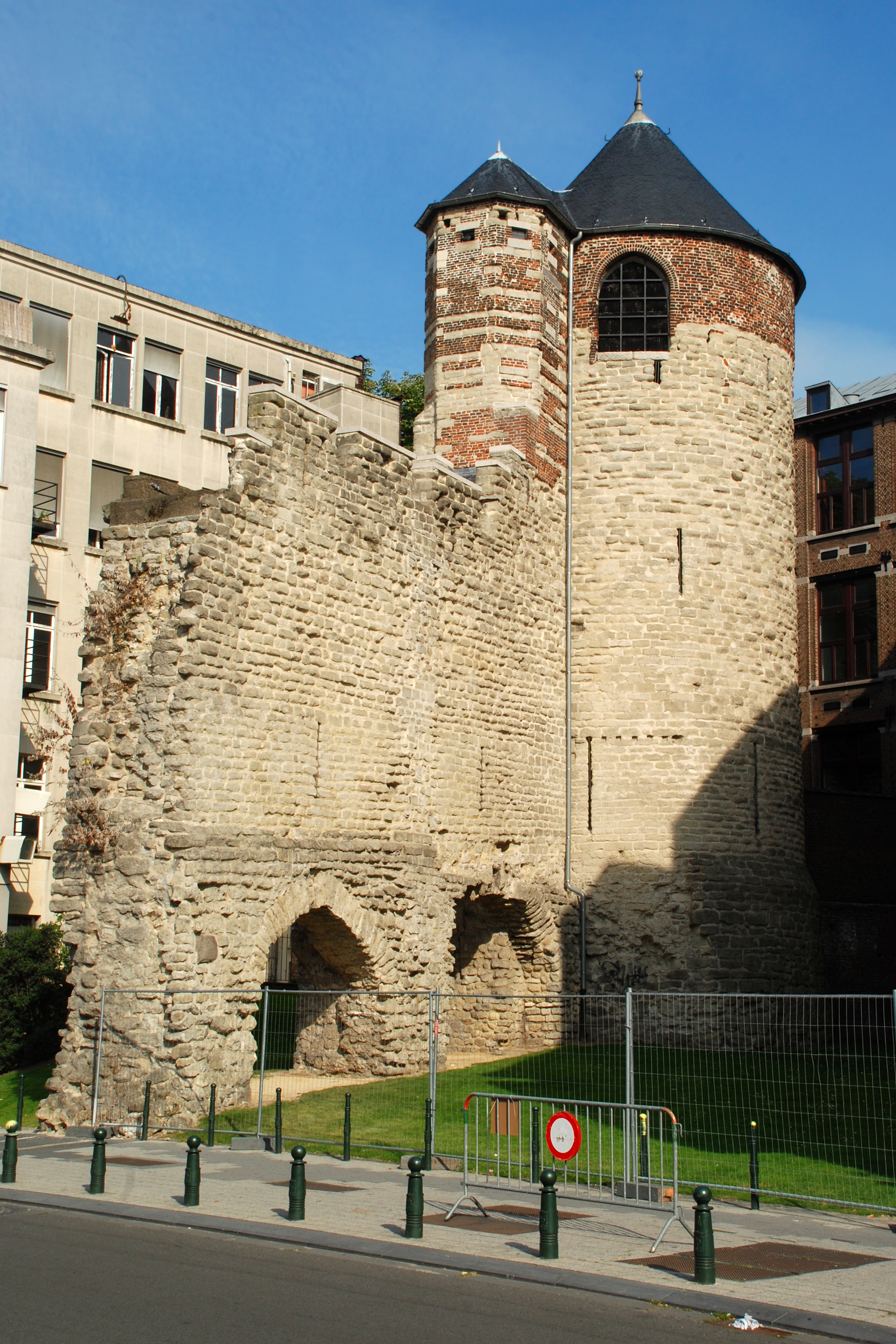
De toren aan de buitenzijde

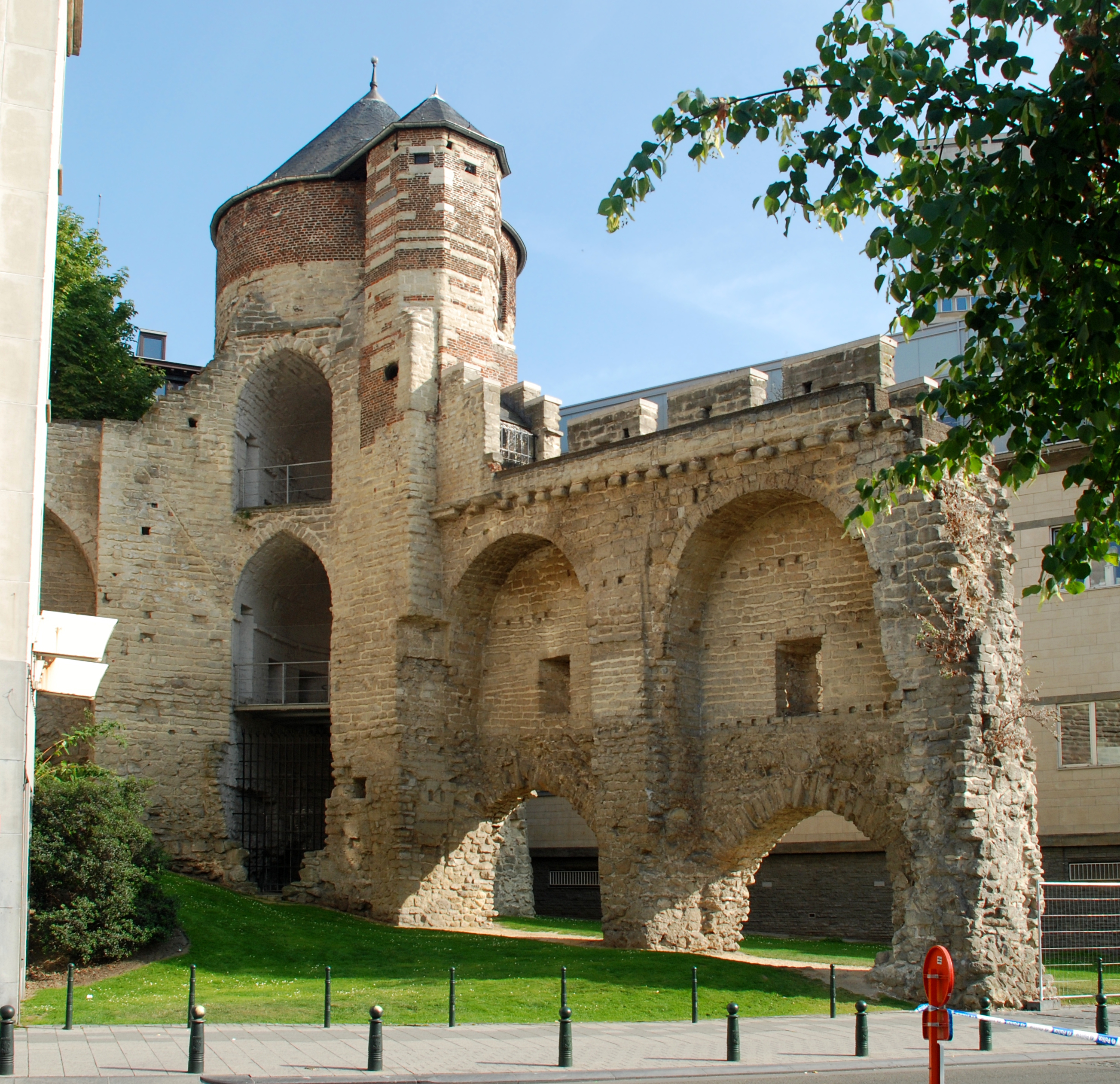
De toren aan de binnenzijde

De Anneessenstoren (Frans: Tour Anneessens), ook wel Hoektoren genoemd, is een overblijfsel van de eerste stadsomwalling van Brussel. Hij werd geconstrueerd in de 13e eeuw en deed dienst als wachttoren. De toren wordt gekenmerkt door het achthoekige traptorentje en bevat twee verdiepingen. Sinds 1992 is het een beschermd monument, al is het niet toegankelijk voor het publiek.
De toren ligt aan de huidige Keizerslaan.

## Geschiedenis
De toren maakte deel uit van de eerste stadswal van Brussel en dateert uit de 13de eeuw. Tussen de stadspoorten in werden toen om de ca. 50 meter wachttorens als deze gebouwd ter verdediging van de stad. Toen de eerste stadsomwalling in de 14de eeuw te klein bleek werd een tweede, ruimere omwalling gebouwd, waarbij de eerste werd opgeslokt door de uitdijende stad. Hierbij verloor de Anneessenstoren, net als alle andere torens, zijn militaire functie.
De eerste stadswal verdween doorheen de tijd. Ze werd echter niet actief vernield. Grote delen van de wal werden opgeslokt door huizen die ertegen/erover gebouwd werden. Zo komt het dat deze toren bewaard bleef binnen een huizenblok dat er doorheen de tijd rond gebouwd werd. Rond 1870 woonde de architect Jean Baes en met zijn drie broers. Hij had zijn atelier ingericht in de toren.
Toen in 1957 de Keizerslaan verbreed werd dienden een aantal huizen afgebroken te worden, waardoor de toren weer vrij kwam te liggen. Een stuk van de wal werd echter samen met de huizen vernietigd. De toren werd vervolgens verschillende malen gerestaureerd om in 1992 als erfgoed erkend te worden. Het puntdak werd pas bij een restauratie toegevoegd. De oorspronkelijke toren had een platform met kantelen.

## Anneessens
Volgens de overlevering zou Frans Anneessens hier zes maanden lang gevangen gehouden zijn, samen met vier andere dekens, alvorens ter dood veroordeeld te worden. Hoewel de toren zijn naam dankt aan deze gebeurtenis klopt dit niet. Anneessens zat gevangen in de iets verderop gelegen Steenpoort, die destijds ook dienstdeed als gevangenis. De Anneessenstoren en de Steenpoort waren echter wel met elkaar verbonden door een gang.